# Jérôme Perrenot

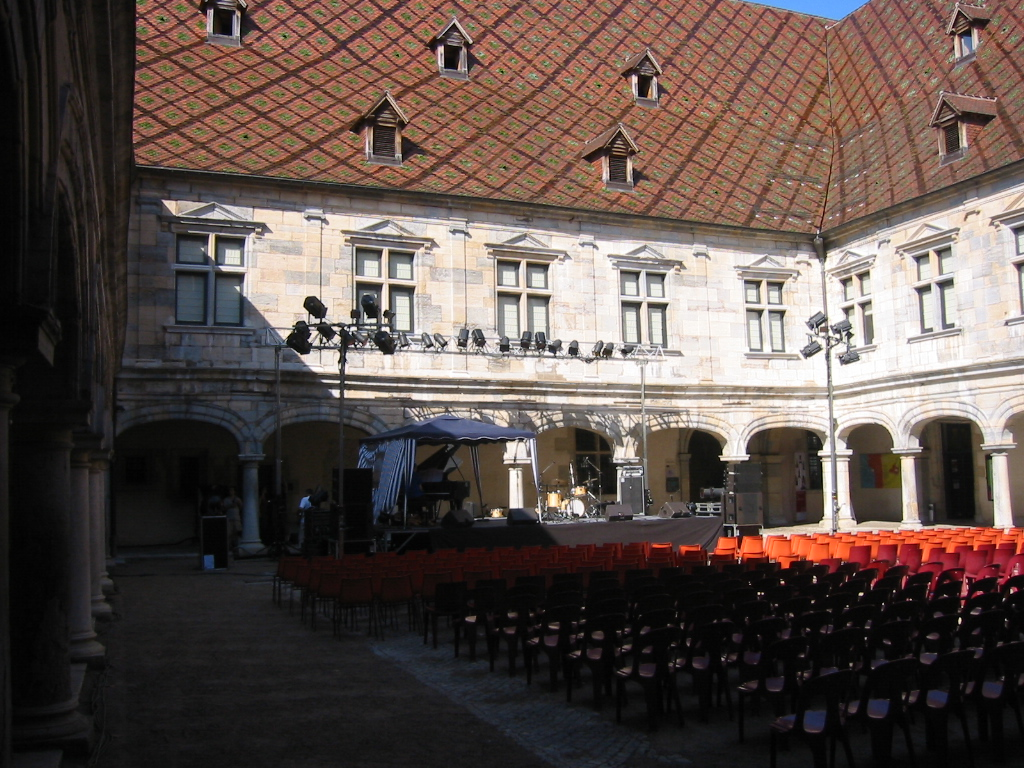
Paleis van de familie Perrenot de Granvelle in Besançon. Geboorteplaats van Jerome Perrenot

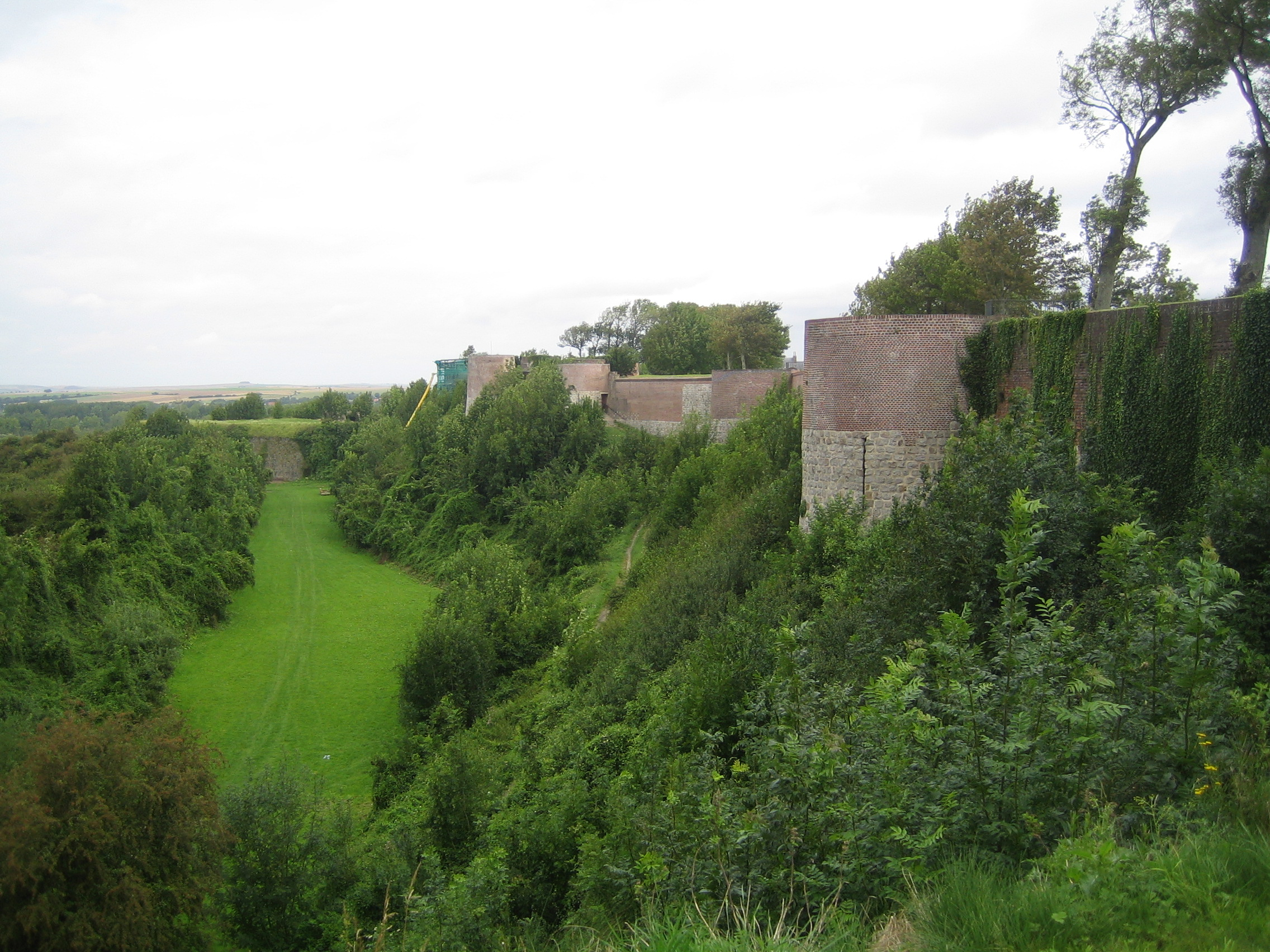
Citadel van Montreuil. Hij overleed er in de buurt.

Jérôme Perrenot (Besançon, 14 mei 1524 – Montreuil, 1554) was heer van Champagney in de Franche-Comté, wat Habsburgs gebied was. Hij was een van de voogden van Willem de Zwijger in Brussel, in de Habsburgse Nederlanden.

## Levensloop
Perrenot was een van de 15 kinderen van Nicolas Perrenot de Granvelle en Nicole Bonvalot. Hij groeide op aan het hof van Granvelle in Besançon, hoofdplaats van Franche-Comté. Hij was nooit gehuwd. Hij droeg de titel van heer van Champagney, een heerlijkheid in de buurt van Besançon. De hele familie Perrenot de Granvelle was fervent katholiek.
Perrenot zelf was een diplomaat in dienst van Ferdinand van Oostenrijk, regerend aartshertog van Oostenrijk en broer van keizer Karel V. Perrenot maakte deel uit van de diplomatieke delegatie van Ferdinand bij Karel V. De diplomatieke demarche opende later het pad voor de keizersverkiezing van Ferdinand als Ferdinand I van het Rooms-Duitse rijk.
De katholieke Perrenot was vanaf 1549 een van de voogden van de jonge Willem de Zwijger, in opvolging van Claude Bouton. De jonge Willem leefde in Brussel, volgens de eis van Karel V, op het paleis op de Coudenberg. De instructies van Karel V waren duidelijk: de jonge Willem losweken van zijn protestantse familie in het Duitse Rijk. Daarom stuurde Perrenot alle Duitse familieleden van Willem die in Brussel woonden, naar huis. Willem moest immers Habsburger worden en geen Lutherse Duitser meer.
Van hem is ook bekend dat hij in militaire dienst was van de Habsburgse troepen in de Nederlanden. Tijdens een beschieting van Montreuil liep Perrenot dodelijke verwondingen op. Zijn dood vond plaats ergens in september of oktober 1554; hij was 30 jaar.  Zijn jongere broer Frédéric Perrenot nam de titel over van heer van Champagney.
- Biblioteca Nacional de España: XX5207155